# Paweł Szczawiński (ur. 1529)
Paweł Szczawiński z Ozorkowa herbu Prawdzic (ur. 8 stycznia 1529, zm. ok. 1594) – kasztelan sochaczewski (1565), starosta sochaczewski w (1567), kasztelan brzeziński (1568–1576), kasztelan łęczycki (1577–1593), starosta warecki.

## Życiorys
Pełnił liczne funkcje dygnitarskie w Rzeczypospolitej, trzy razy był kasztelanem w różnych kasztelaniach, dwa razy natomiast był starostą. Podpisał konfederację warszawską 1573 roku. W 1575 roku podpisał elekcję Maksymiliana II Habsburga.
Był członkiem konfederacji generalnej zawiązanej 7 marca 1587 roku. Podpisał pacta conventa Zygmunta III Wazy w 1587 roku. 

### Życie prywatne
Jego ojciec miał na imię Piotr, matka zaś Anna i pochodziła z rodu Dunin-Wolskich herbu Łabędź. Miał czworo rodzeństwa; Zofię, Macieja, Jadwigę i Annę. Około 1550 roku wziął ślub z Anną Dunin-Morawską, miał z nią ośmioro dzieci; Petronelę, Annę, Jana, Samuela, Andrzeja, Zofię, Barbarę i Pawła.